# Brookesia decaryi
Brookesia decaryi Angel, 1939 è un piccolo sauro della famiglia Chamaeleonidae, endemico del Madagascar.

## Descrizione

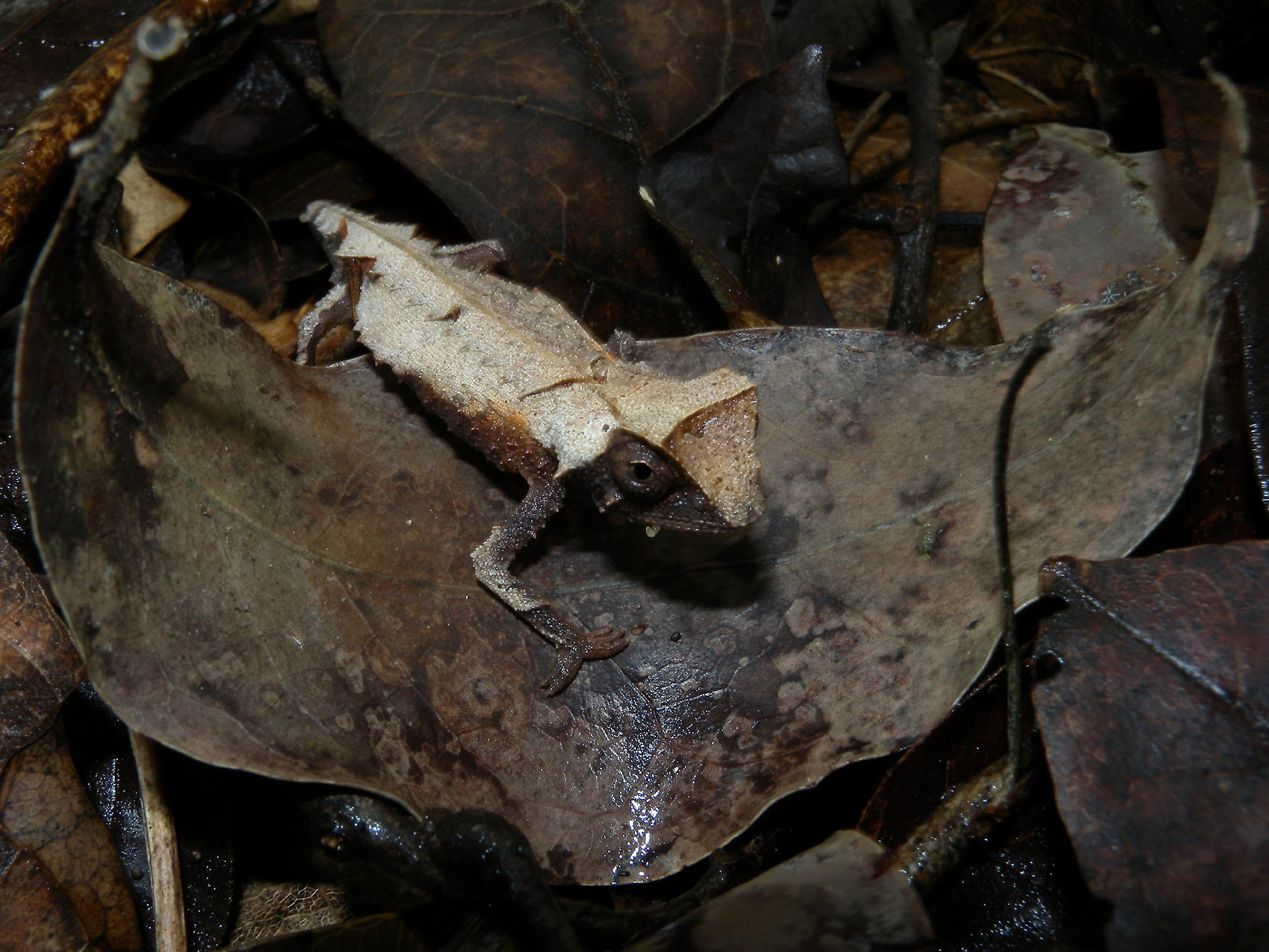

È un camaleonte di piccole dimensioni, lungo 63–80 mm, di cui circa 20 mm spettano alla coda.
Ha una livrea di colore brunastro; il capo è ornato da una cresta cefalica formata da 4 tubercoli; sul dorso presenta una serie di 10 tubercoli laterovertebrali che si continua sin sulla coda.

## Biologia
È una specie diurna, che vive nella lettiera della foresta decidua secca. Durante la notte si allontana dal suolo, ritirandosi su piante, cespugli, liane.

## Distribuzione e habitat
L'areale di questa specie è ristretto al parco nazionale di Ankarafantsika, nel Madagascar nord-occidentale.
Il suo habitat tipico è la foresta decidua secca.

## Conservazione
La IUCN Red List, per la ristrettezza del suo areale, classifica B. decaryi come specie in pericolo di estinzione (Endangered).
La specie è inserita nella Appendice II della Convention on International Trade of Endangered Species (CITES).